# Pandanus cavatus
Pandanus cavatus är en enhjärtbladig växtart som beskrevs av Harold St.John. Pandanus cavatus ingår i släktet Pandanus och familjen Pandanaceae.
Artens utbredningsområde är Nya Kaledonien. Inga underarter finns listade.